# إدوارد أنجيلو
إدوارد أنجيلو (بالإنجليزية: Edward Houghton Angelo)‏ هو سياسي أسترالي، ولد في 29 يوليو 1870 في جانسى في الهند، وتوفي في 1948 في أستراليا. حزبياً، نشط في Nationalist Party (Australia) ‏. وقد انتخب عضو الجمعية التشريعية لأستراليا الغربية.